# Théminettes
Théminettes é uma comuna francesa na região administrativa de Occitânia, no departamento de Lot. Estende-se por uma área de 8,71 km². Em 2010 a comuna tinha 175 habitantes (densidade: 20,1 hab./km²).